# Dragomil
Dragomil je moško osebno ime.

## Izvor imena
Ime Dragomil je različica moškega osebnega imena Drago.

## Pogostost imena
Po podatkih Statističnega urada Republike Slovenije je bilo na dan 31. decembra 2007 v Sloveniji število moških oseb z imenom Dragomil: 21.

## Osebni praznik
Osebe z imenom Dragomil lahko godujejo takrat kot Drago.